# 20 wekenecho
De 20 wekenecho is een medische procedure die, indien gewenst, wordt uitgevoerd tijdens de zwangerschap om te screenen op mogelijke structurele afwijkingen van de foetus. Deze echo wordt door een speciaal opgeleide screenings echoscopist uitgevoerd tussen 18 en 21 weken zwangerschap.
Belangrijke punten:
TimingDe 20 wekenecho vindt doorgaans plaats tussen 18 en 21 weken van de zwangerschap. Het is een van de belangrijkste echo's gedurende de zwangerschap.
DoelHet belangrijkste doel van de 20 wekenecho is het identificeren van eventuele afwijkingen of problemen bij de foetus. Het is een uitgebreide echo waarbij de organen en structuren van de foetus zorgvuldig worden bekeken en metingen worden verricht. Ook wordt de locatie van de placenta bekeken.
Anatomische scanTijdens de 20 wekenecho wordt een gedetailleerde anatomische scan uitgevoerd. Dit omvat het bekijken van de hersenen, het hart, de wervelkolom, de ledematen, de nieren, de maag, de blaas en andere belangrijke organen. Een groot deel van deze echo zal daarom voor de aanstaande ouders niet herkenbaar zijn.
GeslachtTijdens deze echo wordt ook het geslacht van de baby beoordeeld. Indien de ouders het geslacht willen weten dan zal de echoscopist het geslacht benoemen.
Screening op afwijkingenDe 20 wekenecho kan helpen bij het identificeren van structurele afwijkingen, genetische aandoeningen en andere gezondheidsproblemen bij de foetus. Het is echter belangrijk op te merken dat niet alle afwijkingen detecteerbaar zijn via deze echo.
VrijwilligheidDeelname aan de 20 wekenecho is vrijwillig. Aanstaande ouders kunnen zelf beslissen of ze deze echo willen laten uitvoeren.
Informatie en CounselingTijdens een eerdere afspraak met de verloskundige of gynaecoloog krijgen de ouders informatie en counseling over wat de procedure inhoudt, wat de mogelijke resultaten kunnen zijn en welke vervolgstappen mogelijk zijn bij het vermoeden op een afwijking.
Geen kinderenDe echoscopist moet goed geconcentreerd tijdens het onderzoek. Hierdoor mogen er geen kinderen mee naar de 20 wekenecho. De zwangere mag wel haar partner meenemen of iemand anders die dichtbij staat. Als de echoscopist iets ziet wat een afwijking kan zijn, is het prettig dat er iemand bij is.
Emotioneel aspectVoor veel ouders is de 20 wekenecho een emotioneel moment. Het kan geruststellend zijn als alles normaal lijkt, maar het kan ook zorgen en verdriet met zich meebrengen als er afwijkingen worden ontdekt.
OpvolgproceduresAls er tijdens de 20 wekenecho tekenen van mogelijke problemen worden ontdekt, wordt vervolgonderzoek aangeboden om de situatie verder te beoordelen.
Het is belangrijk op te merken dat de 20 wekenecho geen garantie biedt en niet alle afwijkingen kan opsporen. Het is echter een waardevol hulpmiddel voor het beoordelen van de gezondheid van de foetus en het voorbereiden van ouders op mogelijke uitdagingen. Aanstaande ouders moeten met hun zorgverleners praten om volledig te begrijpen wat de 20 wekenecho inhoudt en welke keuzes ze hebben op basis van de resultaten.